# Théorème de Legendre
Pour les articles homonymes, voir Legendre.
Ne doit pas être confondu avec le théorème de Legendre concernant le développement en fraction continue de la racine carrée d'un rationnel.
Le théorème de Legendre qui suit concerne les équations diophantiennes de la forme {\displaystyle ax^{2}+by^{2}+cz^{2}=0} où les coefficients {\displaystyle a,b,c} satisfont les hypothèses suivantes :
1. {\displaystyle a>0}, {\displaystyle b<0} et {\displaystyle c<0},
2. {\displaystyle a,b,c} sont sans facteur carré et premiers entre eux deux à deux.

Le théorème de Legendre énonce alors que l'équation diophantienne ci-dessus a une solution (non triviale) si et seulement si :
- {\displaystyle -ab} est résidu quadratique {\displaystyle {\pmod {c}}},
- {\displaystyle -bc} est résidu quadratique {\displaystyle {\pmod {a}}} et
- {\displaystyle -ca} est résidu quadratique {\displaystyle {\pmod {b}}}.